# Deux Aveux
Pour plus de détails, voir Fiche technique et Distribution.
Deux Aveux (Két vallomás) est un film hongrois réalisé par Márton Keleti, sorti en 1957.

## Fiche technique
- Titre : Deux Aveux
- Titre original : Két vallomás
- Réalisation : Márton Keleti
- Scénario : György Hámos, Márton Keleti et Gábor Thurzó
- Musique : György Ránki
- Photographie : István Pásztor
- Montage : Sándor Zákonyi
- Société de production : Hunnia Filmgyár
- Pays :  Hongrie
- Genre : Policier et drame
- Durée : 93 minutes
- Dates de sortie : 
  -  Hongrie : 21 mars 1957

## Distribution
- Mari Törőcsik : Erzsi
- Marianne Krencsey : Ibi
- Lajos Őze : Sándor
- Kálmán Koletár : Jóska
- Ferenc Ladányi : le capitaine Vincze
- Andor Ajtay : Biró

## Distinctions
Le film a été présenté en sélection officielle en compétition au Festival de Cannes 1957.